# Karsten Hansen
 Der er flere personer med dette navn, se Carsten Hansen.
Karsten Hansen (født 18. august 1944 i Søldarfjørður) er en færøsk politimand og politiker (Miðflokkurin, før 2008 var han medlem af Tjóðveldisflokkurin).
Hansen var sømand 1959–1962. Han blev uddannet politimand i 1966 og har været sysselmand på Norðoyar siden 1985. Hansen var formand for politiforeningen Føroya politistafelag 1973–1984.
Som politiker repræsenterede han Tjóðveldisflokkurin indtil 2008, da han gik over til Miðflokkurin. Årsagen til, at han forlod Tjóðveldisflokkurin, var sagen om straffelovens §266b, som handlede om, at folk som havde anden seksuel orientering end heteroseksuel ikke var beskyttede af racismeparagrafen, ligesom de var i f.eks. Danmark. Der var megen medieomtale af sagen, og de fleste af Tjóðveldisflokkurins lagtinsmedlemmer stemte for at indføre "seksuel orientering" i paragraf 266b, men Karsten Hansen var imod, og det endte med, at han forlod partiet og blev medlem af Miðflokkurin, som har de kristne og etiske værdier som primære mærkesager mens alle andre sager ses som sekundære.
Hansen var kommunalbesstyrelsesmedlem i Klaksvíkar kommuna 1989–1998 og viceborgmester 1993–1998. I landspolitik var han finans- og økonomiminister fra 15. maj 1998 til 5. december 2003. Han har været indvalgt i Lagtinget fra 2004 til 2015, og har haft orlov som finansminister fra 4. februar til 26. september 2003, da Tordur Niclasen mødte i hans sted. Hansen har været sundhedsminister fra 14. november 2011 til 2015.